# Brunettia
Brunettia är ett släkte av tvåvingar. Brunettia ingår i familjen fjärilsmyggor.

## Dottertaxa tillBrunettia, i alfabetisk ordning[1]
- Brunettia acutala
- Brunettia adunata
- Brunettia albifrons
- Brunettia albohumeralis
- Brunettia albonotata
- Brunettia aliceae
- Brunettia alternata
- Brunettia amoena
- Brunettia anandalei
- Brunettia ancora
- Brunettia anfracta
- Brunettia angulosa
- Brunettia antennata
- Brunettia apiculata
- Brunettia argenteopunctata
- Brunettia arnhemae
- Brunettia atrisquamis
- Brunettia autumna
- Brunettia biformis
- Brunettia biscula
- Brunettia bisculcoides
- Brunettia brevifurca
- Brunettia caipira
- Brunettia chydaea
- Brunettia ciliaris
- Brunettia cinaeda
- Brunettia clavigera
- Brunettia collessi
- Brunettia concubinalis
- Brunettia consobrina
- Brunettia curta
- Brunettia cyclops
- Brunettia dominicana
- Brunettia exigua
- Brunettia eximia
- Brunettia exulans
- Brunettia foliacea
- Brunettia goliath
- Brunettia grossipenna
- Brunettia heterostylis
- Brunettia hispida
- Brunettia howelli
- Brunettia hurdi
- Brunettia immodesta
- Brunettia impudica
- Brunettia insularis
- Brunettia iota
- Brunettia ishihari
- Brunettia itabunensis
- Brunettia jefliensis
- Brunettia kibawa
- Brunettia longiscapa
- Brunettia lungjingensis
- Brunettia lyrata
- Brunettia mateola
- Brunettia microps
- Brunettia mindanensis
- Brunettia morigera
- Brunettia napaea
- Brunettia nitida
- Brunettia novaezealndica
- Brunettia novemnotata
- Brunettia nubicola
- Brunettia onerata
- Brunettia orbiculatis
- Brunettia orchestris
- Brunettia pallens
- Brunettia pallescens
- Brunettia palmata
- Brunettia parexulans
- Brunettia pendleburyi
- Brunettia phainops
- Brunettia pumilis
- Brunettia recepta
- Brunettia remostyla
- Brunettia robusta
- Brunettia rotundior
- Brunettia salax
- Brunettia scitula
- Brunettia sedlacekae
- Brunettia setiala
- Brunettia sexpunctata
- Brunettia similis
- Brunettia sinuosa
- Brunettia solita
- Brunettia soror
- Brunettia soteropolitana
- Brunettia spadix
- Brunettia spinistoma
- Brunettia squamipennis
- Brunettia subalternata
- Brunettia subdisiunctio
- Brunettia superstes
- Brunettia sycophanta
- Brunettia tenuistyla
- Brunettia tormentosa
- Brunettia transvaalensis
- Brunettia triangulata
- Brunettia tribulosa
- Brunettia tricorniculata
- Brunettia ultima
- Brunettia uncinata
- Brunettia unipunctata
- Brunettia uzeli
- Brunettia vivax
- Brunettia yoshimotoi